# Şara Sayın
Şara Sayın (* 6. Juni 1926 in Istanbul; † 14. August 2017 ebenda) war eine türkische Hochschullehrerin, Literaturwissenschaftlerin, Germanistin und Turkologin.

## Biografie
Nach dem Besuch der Namik-Kemal-Schule (Namık Kemal İlkokulu) in Istanbul von 1934 bis 1936 erwarb sie 1944 ihr Abitur an der dortigen Deutschen Oberrealschule. Im Anschluss studierte sie Germanistik und Turkologie an der Universität Istanbul und schloss 1948 mit dem Staatsexamen ab.
1951 wurde sie Wissenschaftliche Assistentin an der Abteilung für Deutsche Sprache und Deutsche Literatur der Philosophischen Fakultät der Universität Istanbul, an der 1953 ihre Promotion zum Dr. phil. mit einer Dissertation zum Thema „Untersuchungen über den tragischen Vorgang im Drama Grillparzers“ stattfand.
1958 schloss sie ihre Habilitation mit einer Habilitationsschrift über „‚Der Ring‘ von Heinrich Wittenwiler: Ein spätmittelalterlich komisch-didaktisches Epos“.
1967 erfolgte ihre Berufung zur Professorin am Lehrstuhl für Deutsche Sprache und Literatur an der Philosophischen Fakultät der Universität Istanbul. Diese Professur hatte sie bis zu ihrer Emeritierung 1993 inne. Ein Schwerpunkt ihrer Arbeit lag dabei im Thema „Das Revolutionäre in Büchners Dramen“. Daneben befasste sie sich mit den Werken von Johann Wolfgang von Goethe und Franz Kafka.
1972 wurde sie mit der Gründung der Abteilung Deutsch als Fremdsprache der Fremdsprachenhochschule der Universität Istanbul beauftragt und war von 1972 bis 1973 zunächst Leiterin des Fachbereichs bzw. später der Abteilung Deutsch als Fremdsprache. Zwischen 1988 und 1991 war sie auch Leiterin des Fachbereichs Deutsche Sprache und Literatur und Leiterin der Abteilung Westliche Sprache und Literaturen.
Für ihre Verdienste um die deutsche Sprache und Literatur wurde ihr 1992 das Bundesverdienstkreuz 1. Klasse verliehen.
Im Jahr 2000 erhielt Sayın die Goethe-Medaille; 2010 wurde ihr von der Deutschen Akademie für Sprache und Dichtung für die Vermittlung deutscher Kultur im Ausland der mit 12.500 Euro dotierte Friedrich-Gundolf-Preis verliehen.